# شب‌خروش اشپیکس
شب‌خروش اشپیکس (نام علمی: Penelope jacquacu) نام یک گونه از سرده شب‌خروش‌های اصلی است.
این پرنده به یاد زیست‌شناس آلمانی، یوهان باپتیست فون اشپیکس نام‌گذاری شده است.